# ATP Challenger Acapulco
Der ATP Challenger Acapulco (offiziell: Acapulco Challenger) war ein Tennisturnier, das zwischen 1988 und 1993 dreimal in Acapulco, Mexiko, stattfand. Es gehörte zur ATP Challenger Tour und wurde im Freien auf Hartplatz gespielt.

## Liste der Sieger

### Einzel
| Jahr                         | Sieger           | Finalgegner          | Ergebnis      |
| ---------------------------- | ---------------- | -------------------- | ------------- |
| 1993                         | Horst Skoff      | Javier Frana         | 6:3, 7:6      |
| 1992                         | Leonardo Lavalle | Luis-Enrique Herrera | 0:6, 6:3, 6:3 |
| 1989–1991: nicht ausgetragen |                  |                      |               |
| 1988                         | Eduardo Vélez    | Paul Chamberlin      | 7:6, 7:6      |

### Doppel
| Jahr                         | Sieger                         | Finalgegner                       | Ergebnis      |
| ---------------------------- | ------------------------------ | --------------------------------- | ------------- |
| 1993                         | Ellis Ferreira Richard Schmidt | Javier Frana Juan Garat           | 7:6, 6:4      |
| 1992                         | Royce Deppe Brent Haygarth     | Gustavo Guerrero Roberto Saad     | 6:3, 4:6, 7:6 |
| 1989–1991: nicht ausgetragen |                                |                                   |               |
| 1988                         | Shelby Cannon Greg Van Emburgh | Luis-Enrique Herrera Javier Ordaz | 6:3, 6:4      |